# Ilija Jakovljević
Ilija Jakovlević (Mostar, 1898. október 21. – Zágráb, 1948. október 28.) bosznia-hercegovinai horvát író, jogász és újságíró volt. Írt verseket, regényeket, novellákat, röpiratokat és irodalomkritikákat.

## Élete és pályafutása
Ilija Jakovljević Mostarban született Marko Jakovlević és Kate Vuković gyermekeként. Elemi és középiskolába Mostarban járt (1909 - 1915), majd a hetedik és nyolcadik osztály elvégzése után Szarajevóban folytatta tanulmányait (1916 - 1917). Ezután jogot tanult Zágrábban (1918 – 1926), ahol 1929. május 31-én doktorált. Ezt követően független ügyvédi irodát vezetett, és nagyobb bírósági perekben vett részt. A két háború között újságíróként dolgozott, irodalomkritikákat írt. Verseket, elbeszéléseket publikált, 1940-től a Horvát Írószövetség elnöke volt, és szerkesztette a „Savremenik” című folyóiratot.
1936 szeptemberétől újságíróként, kritikusként és rovatvezetőként a Luč, a Dom i svijet, a Narodna politika, a Narodna sloboda, a Narodna straža, az Evolucija, a Revija mladih, a Hrvatska obrana, a Hrvatska versvjeta, az Omladina, a Seljačka mlatica és a Seljačka mlatica nevű újságokban és folyóiratokban dolgozott. Főszerkesztője volt a Hrvatski dnevnik folyóiratnak (ahol Mirko Glojnarić, Šime Balen, Milan Leskovar, és mások is dolgoztak), egészen 1941. április 10-ig, amikor minden újságot betiltottak.
Keresztény világnézetű horvát értelmiségi volt, aki szimpatizált a Horvát Parasztpárt eszméivel. Amikor Ante Pavelić hatalomra került, azt javasolta neki (mint kiemelkedő horvát értelmiséginek), hogy csatlakozzon az usztasa-kormányhoz – amit egyből visszautasított, ezért később az ógradiskai koncentrációs táborban kötött ki. 1941. október 13-án Jakovljevićet egy neves horvát értelmiségi csoporttal (Antun Barac, Josip Badalić, Grga Novak, Mirko Deanović, Mirko Breyer, Lujo Tomašić, stb.) együtt  a táborba küldték, és csak 1942. október 23-án hagyta el a tábort. Mivel az usztasa hatóságok újbóli letartóztatásával fenyegetőztek 1944. szeptember 21-én csatlakozott a partizánokhoz.
A második világháború után újra ügyvédi irodát nyitott Zágrábban, rövid ideig dolgozott a Vjesniknek, és fájdalmas tábori élményeiről kiadta a „Lyrika nevremena” című könyvet. Ennek ellenére az az ember, aki azt mondta magáról, hogy soha nem vonzotta „a mártíromság glóriája” elvhű maradt, így keresztény világnézete miatt az új kormány hamarosan ismét börtönbe juttatta ahol állítólag 1948-ban öngyilkos lett.

## Művei
- Studije i feljtoni, Zagreb, (1919.)
- Zavičaj, Osijek, (elbeszélés, 1923.)
- Na raskrsnici, Zagreb, (regény, 1926.)
- Hercegovke, Zagreb, (elbeszélés, 1927.)
- Otrov uspomena, Zagreb, (versek, 1940.)
- U mraku, Zagreb, (regény, 1945.)
- Lirika nevremena, (versek, Zagreb 1945., Sarajevo 1982., 1984.)
- Ponoćka (színmű)
- Konclogor na Savi, Zagreb, (memoárpróza, 1999.)

## Fordítás
Ez a szócikk részben vagy egészben  az   Ilija Jakovlević című horvát Wikipédia-szócikk ezen változatának fordításán alapul.  Az eredeti cikk szerkesztőit annak laptörténete sorolja fel. Ez a jelzés csupán a megfogalmazás eredetét és a szerzői jogokat jelzi, nem szolgál a cikkben szereplő információk forrásmegjelöléseként.